# Canton de Brou
Le canton de Brou est une circonscription électorale française située dans le département d'Eure-et-Loir et la région Centre-Val de Loire.

## Histoire
Le canton de Brou a été créé en 1790.
Un nouveau découpage territorial d'Eure-et-Loir entre en vigueur à l'occasion des élections départementales de mars 2015, défini par le décret du 24 février 2014, en application des lois du 17 mai 2013 (loi organique 2013-402 et loi 2013-403). Les conseillers départementaux sont, à compter de ces élections, élus au scrutin majoritaire binominal mixte. Les électeurs de chaque canton élisent au Conseil départemental, nouvelle appellation du Conseil général, deux membres de sexe différent, qui se présentent en binôme de candidats. Les conseillers départementaux sont élus pour 6 ans au scrutin binominal majoritaire à deux tours, l'accès au second tour nécessitant 12,5 % des inscrits au 1er tour. En outre la totalité des conseillers départementaux est renouvelée. Ce nouveau mode de scrutin nécessite un redécoupage des cantons dont le nombre est divisé par deux avec arrondi à l'unité impaire supérieure si ce nombre n'est pas entier impair, assorti de conditions de seuils minimaux. Dans l'Eure-et-Loir, le nombre de cantons passe ainsi de 29 à 15. Le nombre de communes du canton de Brou passe de 11 à 40.
Le nouveau canton de Brou est formé de communes des anciens cantons de Cloyes-sur-le-Loir (15 communes), d'Authon-du-Perche (14 communes), de Brou (8 communes), de La Loupe (1 commune), de Thiron-Gardais (2 communes) et de Voves (1 commune). Avec ce redécoupage administratif, le territoire du canton s'affranchit des limites d'arrondissements, avec 23 communes incluses dans l'arrondissement de Châteaudun et 17 dans l'arrondissement de Nogent-le-Rotrou.
En revanche, le nouveau canton de Brou perd les communes de Saint-Avit-les-Guespières et de Vieuvicq au profit du nouveau canton d'Illiers-Combray, dont le bureau centralisateur est plus proche, ainsi que les communes de Bullou et Mézières-au-Perche, qui ont fusionné avec Dangeau, pour former la commune nouvelle de Dangeau et rejoindre le nouveau canton de Châteaudun, qui a absorbé l'ancien canton de Bonneval auquel se rattachait l'ancienne commune de Dangeau.
Le bureau centralisateur est situé à Brou.
À la suite de la création de plusieurs communes nouvelles, la composition du canton est révisée par le décret du 7 novembre 2019. Le nombre de communes du canton est alors de 24.

## Géographie
Ce canton est organisé autour de Brou dans les arrondissements de Châteaudun et de Nogent-le-Rotrou. Son altitude varie de 91 m (Romilly-sur-Aigre) à 278 m (Beaumont-les-Autels). Il se trouve dans la région du Perche.

## Représentation

### Conseillers généraux de 1833 à 2015
| Période | Période      | Identité                                    | Étiquette              | Qualité |
| ------- | ------------ | ------------------------------------------- | ---------------------- | --- |
| 1833    | 1841         | Alexandre Franchet                          |                        | Cultivateur - Maire d'Unverre                                                                                             |
| 1841    | 1842         | Joseph-Emile Jolly-Nivers (1801-1866)       |                        | Propriétaire - Maire de Brou                                                                                              |
| 1842    | 1852         | Jules Raimbault-Courtin                     | Centre gauche          | Notaire, juge suppléant Conseiller d'arrondissement du canton de Bonneval Député du 2e collège d'Eure-et-Loir (1837-1848) |
| 1852    | 1871         | Louis-Alfred David de Thiais (1802-1893)    |                        | Ancien officier de Marine,commandant de la Garde Nationale Maire d'Unverre                                                |
| 1871    | 1894 (décès) | Pierre Alphonse Augustin Salmon (1819-1894) | Républicain            | Docteur en médecine à Chartres                                                                                            |
| 1894    | 1910         | Théodule Lamirault (1848-1913)              | Rad.                   | Cultivateur à Bougeâtre, au Gault-Saint-Denis                                                                             |
| 1910    | 1922         | Louis Julien Auguste Jumeau                 |                        | Cultivateur Adjoint au maire de Dampierre-sous-Brou                                                                       |
| 1922    | 1926 (décès) | Lucien-Victor Triaureau (1878-1926)         | PRS                    | Marchand de bestiaux Maire de Brou                                                                                        |
| 1926    | 1940         | Jean Valadier                               | Rad.                   | Fonctionnaire Sénateur (1928-1945) Ministre (janvier à février 1934) Maire de Brou                                        |
|         |              |                                             |                        | |
| 1945    | 1962 (décès) | Émile Delavallée (1895-1962)                | Rad.                   | Mécanicien agricole Maire de Yèvres                                                                                       |
| 1962    | 1967         | Jean Humbert                                | MRP-CD                 | Maire de Luigny |
| 1967    | 1998         | Jacques Delavallée (fils d'E.Delavallée)    | Rad. puis MRG puis PRG | Entrepreneur de machines agricoles Maire de Yèvres                                                                        |
| 1998    | 2015         | Dominique Dousset                           | DVG                    | Professeur Maire de Yèvres (2001-2014) Adjoint au maire (2014-2016) Réélu conseiller général au 1er tour le 20 mars 2011  |

### Conseillers d'arrondissement (de 1833 à 1940)
Le canton de Brou avait deux conseillers d'arrondissement.
| Période                                  | Période      | Identité                                               | Étiquette | Qualité |
| ---------------------------------------- | ------------ | ------------------------------------------------------ | --------- | --- |
| 1833                                     | 1836         | M. Hubert                                              |           | Cultivateur, ancien maire de Mézières                                                                       |
| 1833                                     | 1848         | Louis Jolly-Thirouard (1771-1858)                      |           | Postillon, propriétaire à Brou                                                                              |
| 1836                                     | 1848         | Pierre Édouard de Fouchais de La Faucherie (1799-1849) |           | Avocat, juge de paix à Brou                                                                                 |
|                                          |              |                                                        |           | |
|                                          | 1882 (décès) | Jacques Rivière (1813-1882)                            |           | Propriétaire, maire de Brou                                                                                 |
| 1882                                     |              | Omer Benoist                                           |           | Agriculteur à Yèvres                                                                                        |
|                                          |              |                                                        |           | |
|                                          | 1902 (décès) | M. Hubert                                              |           | |
|                                          |              |                                                        |           | |
|                                          | 1931         | Emmanuel Robbe                                         | Radical   | Adjoint au maire de Brou                                                                                    |
|                                          | 1931         | Eugène Laigneau-Lamirault (1868-1936)                  | Radical   | Cultivateur à Rougeâtre, commune de Dangeau                                                                 |
| 1931                                     | 1940         | Élie-Louis Morin                                       | URD-RG    | Administrateur de la succursale de la Caisse d'épargne de Châteaudun à Brou, maire de Mottereau             |
| 1931                                     | 1940         | Jules-Auguste Girard (1873-1946)                       | URD-RG    | Cultivateur, maire d'Unverre                                                                                |
| 1940                                     |              |                                                        |           | Les conseils d'arrondissement ont été suspendus par la loi du 12 octobre 1940 et n'ont jamais été réactivés |
| Les données manquantes sont à compléter. |              |                                                        |           | |

### Conseillers départementaux depuis 2015
| Période élective | Période élective | Mandat | Mandat   | Identité          | Nuance | Nuance | Qualité |
| ---------------- | ---------------- | ------ | -------- | ----------------- | ------ | ------ | --- |
| 2015             | 2021             | 2015   | 2021     | Françoise Hamelin |        | UDI    | Employée à la Caisse Primaire d’Assurance Maladie à la retraite Ancienne conseillère générale du canton d'Authon-du-Perche Conseillère municipale d'Authon-du-Perche ( →2020) |
| 2015             | 2021             | 2015   | 2021     | Claude Térouinard |        | LR     | Chef d’entreprise à la retraite Ancien conseiller général du canton de Cloyes-sur-le-Loir Ancien maire de Châtillon-en-Dunois Président du conseil départemental (2017-2021)  |
| 2021             | 2028             | 2021   | en cours | Danièle Carrouget |        | DVD    | Inspectrice générale chez Pôle Emploi, adjointe au maire d'Yèvres |
| 2021             | 2028             | 2021   | en cours | Claude Térouinard |        | LR     | Conseiller sortant |

### Résultats détaillés

#### Élections de mars 2015
Lors des élections départementales de 2015, le binôme composé de Françoise Hamelin et Claude Terouinard (Union de la Droite) est élu au 1er tour avec 52,23 % des suffrages exprimés, devant le binôme composé de Roger Cauchon et Karine Lefebvre (FN) (34,19 %). Le taux de participation est de 54,99 % (10 204 votants sur 18 555 inscrits) contre 48,57 % au niveau départementalet 50,17 % au niveau national.

#### Élections de juin 2021
Le premier tour des élections départementales de 2021 est marqué par un très faible taux de participation (33,26 % au niveau national). Dans le canton de Brou, ce taux de participation est de 34,41 % (6 023 votants sur 17 506 inscrits) contre 32,03 % au niveau départemental. À l'issue de ce premier tour, deux binômes sont en ballottage : Danièle Carrouget et Claude Terouinard (LR, 59,74 %) et Claude Berdin et Roger Tran (RN, 27,59 %).
Le second tour des élections est marqué une nouvelle fois par une abstention massive équivalente au premier tour. Les taux de participation sont de 34,36 % au niveau national, 32,5 % dans le département et 34,42 % dans le canton de Brou. Danièle Carrouget et Claude Terouinard (LR) sont élus avec 70,87 % des suffrages exprimés (3 990 voix pour 6 030 votants et 17 520 inscrits),,.

## Composition

### Composition avant 2015
Le canton de Brou regroupait onze communes.
| Nom                       | Code Insee | Codepostal | Superficie (km2) | Population (dernière pop. légale) | Densité (hab./km2) |
| ------------------------- | ---------- | ---------- | ---------------- | --------------------------------- | ------------------ |
| Brou (chef-lieu)          | 28061      | 28160      | 19,83            | 3 489 (2012)                      | 176                |
| Bullou                    | 28066      | 28160      | 9,14             | 240 (2012)                        | 26                 |
| Dampierre-sous-Brou       | 28123      | 28160      | 14,56            | 510 (2012)                        | 35                 |
| Dangeau                   | 28127      | 28160      | 39,63            | 962 (2012)                        | 24                 |
| Gohory                    | 28182      | 28160      | 9,47             | 338 (2012)                        | 36                 |
| Mézières-au-Perche        | 28250      | 28160      | 6,11             | 131 (2012)                        | 21                 |
| Mottereau                 | 28272      | 28160      | 8,79             | 160 (2012)                        | 18                 |
| Saint-Avit-les-Guespières | 28326      | 28120      | 12,64            | 369 (2012)                        | 29                 |
| Unverre                   | 28398      | 28160      | 62,33            | 1 254 (2012)                      | 20                 |
| Vieuvicq                  | 28409      | 28120      | 15,62            | 464 (2012)                        | 30                 |
| Yèvres                    | 28424      | 28160      | 41,75            | 1 714 (2012)                      | 41                 |

### Composition à partir de 2015
Le nouveau canton de Brou est composé de quarante communes à sa création.
Par arrêté préfectoral du 29 septembre 2017, les communes de Bullou, de Dangeau et de Mézières-au-Perche, fusionnent le 1er janvier 2018 pour former la commune nouvelle de Dangeau. Cependant, cette commune nouvelle est partagée entre les cantons de Châteaudun et de Brou en raison de l'appartenance des anciennes communes de Bullou et de Mézières-au-Perche à ce dernier. Le décret du 7 novembre 2019 entraîne le rattachement complet du territoire de la commune nouvelle de Dangeau au canton de Châteaudun.
| Nom                          | Code Insee | Intercommunalité          | Superficie (km2) | Population (dernière pop. légale) | Densité (hab./km2) | Modifier                                    |
| ---------------------------- | ---------- | ------------------------- | ---------------- | --------------------------------- | ------------------ | ------------------------------------------- |
| Brou (bureau centralisateur) | 28061      | CC du Grand Châteaudun    | 19,83            | 3 245 (2022)                      | 164                | modifier les données · modifier les données |
| Les Autels-Villevillon       | 28016      | CC du Perche              | 10,08            | 110 (2022)                        | 11                 | modifier les données · modifier les données |
| Authon-du-Perche             | 28018      | CC du Perche              | 34,82            | 1 482 (2022)                      | 43                 | modifier les données · modifier les données |
| La Bazoche-Gouet             | 28027      | CC du Grand Châteaudun    | 37,44            | 1 230 (2022)                      | 33                 | modifier les données · modifier les données |
| Beaumont-les-Autels          | 28031      | CC du Perche              | 20,98            | 430 (2022)                        | 20                 | modifier les données · modifier les données |
| Béthonvilliers               | 28038      | CC du Perche              | 12,33            | 132 (2022)                        | 11                 | modifier les données · modifier les données |
| Chapelle-Guillaume           | 28078      | CC du Grand Châteaudun    | 19,86            | 182 (2022)                        | 9,2                | modifier les données · modifier les données |
| Chapelle-Royale              | 28079      | CC du Perche              | 9,89             | 321 (2022)                        | 32                 | modifier les données · modifier les données |
| Charbonnières                | 28080      | CC du Perche              | 20,91            | 259 (2022)                        | 12                 | modifier les données · modifier les données |
| Cloyes-les-Trois-Rivières    | 28103      | CC du Grand Châteaudun    | 119,19           | 5 601 (2022)                      | 47                 | modifier les données · modifier les données |
| Coudray-au-Perche            | 28111      | CC du Perche              | 14,64            | 364 (2022)                        | 25                 | modifier les données · modifier les données |
| Dampierre-sous-Brou          | 28123      | CC du Grand Châteaudun    | 14,56            | 445 (2022)                        | 31                 | modifier les données · modifier les données |
| Les Étilleux                 | 28144      | CC du Perche              | 8,35             | 194 (2022)                        | 23                 | modifier les données · modifier les données |
| Frazé                        | 28161      | CC Terres de Perche       | 27,55            | 488 (2022)                        | 18                 | modifier les données · modifier les données |
| Gohory                       | 28182      | CC du Grand Châteaudun    | 9,47             | 319 (2022)                        | 34                 | modifier les données · modifier les données |
| Luigny                       | 28219      | CC du Perche              | 15,88            | 423 (2022)                        | 27                 | modifier les données · modifier les données |
| Miermaigne                   | 28252      | CC du Perche              | 10,89            | 171 (2022)                        | 16                 | modifier les données · modifier les données |
| Montigny-le-Chartif          | 28261      | CC Entre Beauce et Perche | 25,96            | 590 (2022)                        | 23                 | modifier les données · modifier les données |
| Mottereau                    | 28272      | CC Entre Beauce et Perche | 8,79             | 152 (2022)                        | 17                 | modifier les données · modifier les données |
| Moulhard                     | 28273      | CC du Grand Châteaudun    | 11,17            | 139 (2022)                        | 12                 | modifier les données · modifier les données |
| Saint-Bomer                  | 28327      | CC du Perche              | 13,32            | 194 (2022)                        | 15                 | modifier les données · modifier les données |
| Unverre                      | 28398      | CC du Grand Châteaudun    | 62,33            | 1 212 (2022)                      | 19                 | modifier les données · modifier les données |
| Vald'Yerre                   | 28012      | CC du Grand Châteaudun    | 145,30           | 3 608 (2022)                      | 25                 | modifier les données · modifier les données |
| Yèvres                       | 28424      | CC du Grand Châteaudun    | 41,75            | 1 673 (2022)                      | 40                 | modifier les données · modifier les données |
| Canton de Brou               | 2803       |                           | 715,29           | 22 964 (2022)                     | 32                 | modifier les données                        |

## Démographie

### Démographie avant 2015
| 1962  | 1968  | 1975  | 1982  | 1990  | 1999  | 2006  | 2011  | 2012  |
| ----- | ----- | ----- | ----- | ----- | ----- | ----- | ----- | ----- |
| 9 049 | 8 797 | 8 681 | 8 915 | 9 096 | 9 029 | 9 295 | 9 585 | 9 631 |

### Démographie depuis 2015
En 2022, le canton comptait 22 964 habitants, en évolution de −3,78 % par rapport à 2016 (Eure-et-Loir : −0,23 %, France hors Mayotte : +2,11 %).
| 2013   | 2018   | 2022   |
| ------ | ------ | ------ |
| 24 537 | 23 167 | 22 964 |